# デュオ・クロムランク
デュオ・クロムランク（Duo Crommelynck）は、1974年から1994年まで活動を続けたベルギーのピアノ・デュオ。ベルギー人のパトリック・クロムランクと日本人の桑田妙子の夫婦によるデュオであった。ヨハネス・ブラームス、ピョートル・チャイコフスキー、フランツ・シューベルト、アントニン・ドヴォルザーク、クロード・ドビュッシーなどの連弾曲の開拓、演奏で知られる。活動の頂点で2人は自殺を遂げた。

## メンバー
パトリック・クロムランク（Patrick Crommelynck）は、1945年5月10日ブリュッセルに生まれた。ブリュッセル音楽院でステファン・アスケナーゼに師事した後、モスクワ音楽院でヴィクトル・メルジャーノフに、ウィーン国立音楽大学でディーター・ヴェーバーに師事した。
桑田 妙子（くわた たえこ）は、1947年11月21日に広島県で生まれた。桐朋学園大学音楽部に入学し安川加寿子と奥村洋子に、その後ウィーンへ留学してからはディーター・ヴェーバーに師事した。

## 経歴と評価
2人はウィーンで出逢い、1974年にウィーン音楽大学を卒業、デュオとして活動を始めた。ブラームスの《交響曲第4番》の2台ピアノ版の録音で注目を集めるようになり、評価されるようになった。ドボルザークの交響曲第9番新世界のピアノ連弾用の譜面を発掘し、世界で初めて録音するなど連弾曲の開拓に尽力した。2人はパリとブリュッセルを拠点に幅広く演奏活動を行ない、数多くの作曲家から作品を献呈された。さらにパトリックは、アンジェイ・チャイコフスキから《インベンション5b》を献呈された。
デュオ・クロムランクの初期の作品はフランスのレーベル「パヴァーヌ」で録音されている。1985年、スイスのレーベル「クラーヴェス」に移籍し、たくさんの録音を遺した。オーリックやビゼー、ブラームス、ドビュッシー、ドヴォルザーク、フォーレ、メサジェ、ミヨー、プーランク、ラヴェル、モーツァルト、シューベルト、スメタナ、ヨハン・シュトラウス2世、チャイコフスキーの作品をレパートリーとした。
別宮貞雄作曲の「日本組曲第2番」は彼らの委嘱によるものであったが、その不幸な経緯のためもあり、現在、演奏の機会は少ない。
活動の頂点にあった1994年7月14日に、2人は自らブリュッセルで命を絶った。すでに2人の関係は破綻していたらしく、それを苦にしたクロムランクが先に自殺し、クロムランクを発見した桑田も後追い自殺した。
現在、クラーヴェスにより2人の演奏がYouTubeに無料公開されている。

### 顕彰
1956年に開校したブリュッセルの Athénée Royal de Woluwe-Saint-Pierre（フランス語版） は2人の死後、パトリック・クロムランクと劇作家フェルナン・クロムランク（Fernand Crommelynck フランス語版）を記念して、Athénée Royal Crommelynck de Woluwe-Saint-Pierre と改名された。

## 受賞歴
シューベルトの4手用ピアノ曲の3枚の音盤は、アカデミー・シャルル・クロよりディスク大賞を、ブラームスの連弾曲全集は1982年フランスのレコード誌「ハルモニー」のダイヤモンド賞を、ドボルザークの連弾全曲録音に対しモンド・ド・ラ・ムジークでショック賞を受賞する。

## ディスコグラフィー

### デュオ・クロムランク
- 『ブラームス:ピアノ連弾曲全集第2集～愛の歌』（CD; 68分36秒）クラーヴェス; キングレコード、1988年8月。K32Y-10232。
- ウルズラ・ホリガー(HP); パトリック・クロムランク,桑田妙子(P); ペーター=ルーカス・グラーフ(FL); クリスティアン・フンケ(指揮者), ライプツィヒ・ゲヴァントハウス・バッハ管弦楽団; ペーター=ルーカス・グラーフ(指揮者), ローザンヌ室内管弦楽団; ブルーノ・ジュランナ(COND),パドヴァ・エ・ヴェネト室内管弦楽団『エレガント [Elegant] クラシックの優美な饗宴』（CD）King Records〈クラシックやすらぎ文庫〉、2005年6月。KICC-351 4。
- 『シューベルト:4手ピアノのための作品全集 第1集』（CD 69分47秒）クラーヴェス; キングレコード、1988年10月。K32Y-10236。
- 『美しく青きドナウ ピアノ・デュオによるウィンナ・ワルツ』（CD）キング、1990年1月。KICC-7001。[9]
- 『ドヴォルザーク:ピアノ連弾曲全集-1』（CD 66分44秒）クラーヴェス; キングレコード、1991年10月。KICC-7129。
- 『マ・メール・ロワ～フランス・ピアノ・デュオ名曲集』（CD）キング、1992年10月。KICC-7194。[10]
- 『ブラームス』（CD 67分12秒）クラーヴェス; キングレコード、1996年6月。KICC-8734。 — (1)ハンガリー舞曲集(2)ワルツ集op.39
- 『チャイコフスキー』（CD 70分09秒）クラーヴェス; キングレコード、1996年6月。KICC-8732。 — (1)ピアノ連弾による交響曲第6番ロ短調op.74「悲愴」(2)50のロシア民謡、収録年月: 1988年7月
- 『ドビュッシー』（CD 57分58秒）クラーヴェス; キングレコード、1996年6月。KICC-8736。 — (1)海(2)民謡の主題によるスコットランド風行進曲(3)小組曲(4)古代のエピグラフ、収録年月: 1985年7月
- ブルーノ・ジュランナ [指揮] パドヴァ室内管弦楽団『モーツァルト』（CD 60分32秒）クラーヴェス; キングレコード、1996年6月。KICC-8738。 — (1)2台のピアノのための協奏曲変ホ長調K.365(2)3台のピアノのための協奏曲ヘ長調K.242(作曲者自身による2台ピアノ版)(3)2台のピアノのためのフーガ ハ短調K.426(4)弦楽のためのアダージョとフーガ ハ短調K.546、収録年月: 1990年7月
- 『ドヴォルザーク』（CD 65分09秒）クラーヴェス; キングレコード、1996年6月。 — (1)スラヴ舞曲op.46 (2)同op.72、収録年月: 1990年6月
- 『ドヴォルザーク, スメタナ』（CD 55分06秒）クラーヴェス; キングレコード、1996年6月。KICC-8731。 — ドヴォルザーク:(1)交響曲第9番ホ短調op.95「新世界より」～4手のための●スメタナ:(2)交響詩「モルダウ」～同、収録年月: 1992年12月
- 『癒しの時間 木もれびの森～クラシック』（CD）セブンシーズ; キングレコード、1999年11月。KICP-705。 — (13)子守歌(フォーレ)
- 『家路 新世界より』（CD）キング; キングレコード、2004年10月。KICC-511。 — (9)交響曲第9番ホ短調作品95「新世界より」第2楽章ラルゴ
- 『月光の奇跡』（CD）キング; キングレコード、2005年6月。KICP-1082。 — (1)家路-交響曲第9番ホ短調op.95《新世界より》第2楽章-ピアノ連弾版(ドヴォルザーク)